# Títulos honoríficos japoneses
No idioma japonês, há um vasto conjunto de títulos honoríficos que servem para dirigir-se a pessoas ou referir-se a estas com respeito. Tais formas de tratamento usualmente seguem o sobrenome de um indivíduo, da mesma forma que um sufixo. São funcionalmente equivalentes aos pronomes de tratamento do português, embora no japonês sejam usualmente utilizados após o sobrenome ao invés de antes do primeiro nome.

## Títulos honoríficos comuns

### San
San (さん) é o mais comum de todos e, provavelmente, o mais conhecido fora do Japão. É usado para referir-se a alguém de mesma hierarquia, quer etária, quer profissional. Aplica-se tanto a homens como a mulheres, e a tradução mais próxima ao português é senhor, senhora e senhorita, ou mesmo os mais usuais seu e dona (ex: "Seu Antônio" e "Dona Maria"). Sempre se utiliza na segunda ou terceira pessoa.
Por exemplo, se um operário referir-se a um colega de trabalho de mesmo nível, chamado Arima, este será chamado de Arima-san ("Seu Arima").
Caso se desconheça o nome e o sobrenome da pessoa que exerça uma profissão, san também poderia ser empregado.
Por exemplo, um açougueiro (肉屋, nikuya) seria chamado de nikuya-san (senhor açougueiro).
Outro uso do título ocorre quando um integrante de uma entidade refere-se a outra entidade. Por exemplo, o gerente de uma empresa que quisesse falar sobre outra empresa, nomeada Kojima Denki, poderia mencioná-la como Kojima Denki-san. Esse uso é comum em mapas que indicam a localização de uma empresa.
San também pode ser usado com nomes de animais ou objetos inanimados. Por exemplo, referindo-se a um animal de estimação como neko-san teria o significado de "senhor gato". Esta maneira de usar san é considerada infantil e não é usada em linguagem formal, exceto em histórias infantis.

### Kun
O sufixo 君(kun) denota informalidade e é o correspondente masculino do chan. Costuma ser usado com o primeiro nome ou algum apelido.
É geralmente usado por pessoas superiores na hierarquia. Usa-se com homens, normalmente mais novos. É inadequado usar o kun com pessoas mais velhas ou com algum cargo acima do seu na hierarquia de seu ambiente de trabalho, pois é considerado rude. Também é recomendado usá-lo somente com quem se tenha certa intimidade (por exemplo amigos muito próximos ou familiares, como irmãos).
As mulheres também podem usar o termo quando se referem a um homem com quem são emocionalmente ligadas ou que conhecem há muito tempo.

### Chan
Emprega-se Chan (ちゃん) para demonstrar informalidade, confiança, afinidade ou segurança com outra pessoa, na maior parte das ocasiões sendo esta do sexo feminino, usualmente após o primeiro nome. No entanto também pode ser utilizado para meninos pequenos, caracterizando uma linguagem infantil.
Este sufixo geralmente é usado para se referir a crianças e adolescente do sexo feminino, embora possa ser usado para expressar carinho, por exemplo falando sobre um irmão do sexo masculino ou um animal de estimação. Usar o "chan" com pessoas superiores ou mais velhas é feio e rude.  Em geral, "chan" é usado para os bebês, crianças, adolescentes e os avós (no sentido de carinho). Nesse contexto poderia ser traduzido como os sufixos diminutivos "-inho" ou "-inha" do português (ex: "Joãozinho", "Chiquinha"). "-chan" também pode ser usado quando há uma relação afetuosa entre duas pessoas (por exemplo: entre marido e mulher).
Para acentuar a informalidade, pode-se atribuir chan à inicial da outra pessoa.
Por exemplo, uma mulher chamada Ichitaka pode ser chamada de I-chan por alguém próximo a ela.

### Senpai e kouhai
Senpai (先輩) é o sufixo para tratar colegas mais velhos ou figuras mentoras sem distinção de sexo. Sua tradução mais próxima ao português seria algo como “veterano" ou "mentor" (dependendo do contexto). Aplica-se a estudantes mais velhos de escolas, a atletas mais experientes em um clube desportivo ou em dojos. Assim, na escola, os alunos em graus mais altos do que a ele próprio são "senpai". Os professores não são chamados de "senpai", e sim de "sensei". Nem os estudantes do mesmo ou menor grau: eles são referidos como "kōhai". Em um ambiente de negócios, aqueles com mais experiência são "senpai".
Kōhai (後輩), como dito antes é o contrário de senpai, usado para referir-se aos colegas mais jovens em locais como escolas, clubes desportivos e dojos. Sua tradução mais próxima ao português seria algo como “calouro”. Porém, não é normal tratar alguém diretamente com este sufixo, pois seria rude. Ao invés de kōhai, é preferível kun ou san.

### Sama
Sama (様) é uma versão mais respeitosa e formal de "san". A tradução do termo "sama" para os diversos honoríficos do português dependerá de cada caso, como os listados abaixo: 
- É usado principalmente para se referir a autoridades como membros do governo ("vossa senhoria") e da família imperial ("vossa alteza");

- No campo profissional para atender clientes (chamando-os "o-kyaku-sama"; "prezado cliente") e, às vezes, às pessoas muito admiradas.

- Divindades, tanto como os deuses nativos como o Deus Cristão são chamados de "Kami-Sama" (Senhor Deus). Neste caso, o pronome de tratamento equivalente em português é "Vossa Onipotência".

- Para títulos eclesiásticos, é equivalente à "Vossa Santidade" (papa), "Vossa Eminência" (cardeais), "Vossa Excelência Reverendíssima" (bispos e arcebispos), "Vossa Paternidade" (abades) e "Vossa Reverência" (padres e sacerdotes).

- Para reitores de universidades, é equivalente à "Vossa Magnificência".

- Quando usado para se referir a si mesmo, "Sama" expressa arrogância extrema (ao ponto que pode ser usado para auto-ironia), como "ore-sama" (o grande eu). Equivalente a se auto-intitular "Minha Excelência".

"Sama" é bastante conhecido no Japão, pois é utilizado para se referir a pessoas importantes ou a alguém que se admira e respeita muito, no império antigo era muito usada para se referir as rainhas, Exemplo: Sayuri Ojou-Sama. (este título "ojou" refere-se tanto à moças quanto à princesas. Para princesas é utilizado como "Ojou-sama" e para moças apenas Ojou ou Ojou-San / Ojou-Chan).
Com exceção do Imperador do Japão, o "sama" pode ser usado para dirigir informalmente a Imperatriz e outros membros da Família Imperial. O Imperador é, no entanto, sempre abordado como "Heika" ("Vossa Majestade").
Resumindo, Sama é um título de superioridade e grandiosidade, quem usa o título "sama" sendo direcionado a alguém é porque respeita-o imensamente ou está sendo obrigado a fazer isto.

### Shi
Shi (氏) é usado na escrita formal, para referir-se a uma pessoa que o interlocutor não conhece pessoalmente, mas conhece através de publicações. Aparece em documentos legais, diários, jornais, publicações acadêmicas, entre outros escritos.

### Dono/Tono
Tono (殿), pronunciado Dono/Tono quando anexado a um nome, significam "lorde" ou "mestre". Na época dos samurais, costumava denotar um grande respeito ao interlocutor. Tem um significado semelhante ao "Dom" ou "Dona" do português e ao Lord e Lady do inglês, embora não indique origem nobre. Atualmente, não é mais usado nas conversas diárias, embora ainda seja usado em referência ao Buda. São títulos que já não são usados atualmente, embora sejam utilizados, por vezes, em algumas correspondências de negócios. Também se podem ver escritos em diplomas, prêmios e correspondência escrita em cerimônias de chá. Dono e Tono são mais comuns em filmes, peças de teatro, obras literárias, animes e/ou mangás, especialmente naqueles que decorrem em períodos antigos, podendo apresentar um significado de submissão (para mostrar respeito profundo por um "lorde") ou de igualdade (quando uma pessoa importante se dirige, com grande respeito, a outra do mesmo estatuto, elevando o interlocutor relativamente ao locutor).

### Sensei/Senpai-Sensei
Sensei (先生) equivale à "professor", ou "mestre" (no sentido de mestre e discípulo). Também é usado para se referir a médicos, políticos, advogados e outras figuras de autoridade. Ele é usado para mostrar respeito a alguém que alcançou certo nível de domínio em uma forma de arte ou alguma outra habilidade, como escritores, músicos, artistas e lutadores consumados. Nas artes marciais japonesas, sensei se refere a alguém que é o chefe de um dojo. Tal como acontece com senpai, sensei pode ser usado não apenas como um sufixo, mas também como um título autônomo. O termo não é geralmente usado quando se dirige a uma pessoa com conhecimentos acadêmicos muito altos; o usado em vez disso é hakase (博士【はかせ】) (significa literalmente "doutor").
Exemplos:
Rike-sensei ("professor Rike" ou "mestre Rike").
Kota-sensei ("médico kota")

## Títulos reais e oficiais

### Heika
É usado para realeza soberana, semelhante a "majestade" em português. Por exemplo, Tennō Heika significa "Sua Majestade o Imperador" e Kōgō Heika significa "Sua Majestade a Imperatriz". Heika por si só também pode ser usado como um pronome de tratamento, o que equivale a "Vossa Majestade".

### Denka
É usada para a realeza não soberana, similar a "Sua Alteza". Geralmente utilizado para príncipes e princesas que são filhos do Imperador. Pode ser utilizado como um título específico.

### Hidenka
É usado para tratar o consorte do príncipe, e é usado da mesma forma que os outros títulos reais.

### Kakka
Significa "Vossa Excelência" ou "Excelentíssimo" e é usado para embaixadores, chefes de estado, chefes de governo incluindo o Primeiro Ministro do Japão, ministros de gabinete, embaixadores e outros altos funcionários como o Secretário-Geral das Nações Unidas, ou para generais em um exército. Ele pode ser usado sozinho ou anexado a um título específico, como outros títulos reais.

### Daitoryo
Daitōryō (大 統領) significa "Presidente" e é usado para qualquer presidente nacional, como o Presidente dos Estados Unidos, o Presidente da China ou o Presidente da Rússia. É mais comumente anexado a um nome. Por exemplo, Washington-Daitōryō (ワシントン大 統領, "Presidente Washington"). Também pode ser usado por si próprio ou anexado a um título específico. Em português, também equivale a "Excelentíssimo".

### Shushō
É usado para o primeiro ministro do Japão. Em português, também equivale a "Excelentíssimo".

## Por ocupação
É muito comum usar o nome da profissão, em vez de outros títulos honorários. Por exemplo, os atletas costumam ser chamados -senshu (選手?) Em vez de -san, e ao dirigir-se a um mestre carpinteiro (棟梁 'tōryō'?) chamado Suzuki, "Suzuki-tōryō" poderia ser usado em vez de "Suzuki-san". Em português, é utilizado com algumas profissões ("Engenheiro Rebouças", "Fonoaudiólogo Antônio"), ou títulos militares ("Marechal Deodoro", "Tenente Domingos").
Em um ambiente de negócios, é normal se referir às pessoas que ocupam por seus cargos na empresa, especialmente para cargos de autoridade, como chefe de departamento (部長 buchō?) ou presidente da empresa (社長 shachō?). Dentro da própria empresa ou quando se fala de outra, geralmente a posição dentro da empresa é usada, assim como o sufixo san. Assim, shachō-san seria usado para se referir ao presidente. Quando falamos sobre a própria empresa com um cliente ou outra empresa, o título é usado sozinho ou anexado a um nome próprio. Assim, um chefe de departamento chamado Suzuki seria chamado buchō ou Suzuki-buchō.

## Títulos para criminosos e acusados
Condenados e suspeitos por atos criminosos eram nomeados sem título, mas agora há um esforço para distinguir entre suspeito (yōgisha), acusado (hikoku), e condenado (jukeisha), além de não assumir culpa antes de que os fatos estejam comprovados. Esses títulos podem ser usados por eles próprios ou anexados aos nomes.

## Yobisute
Yobisute (呼び捨て) se trata da prática de chamar alguém pelo nome sem o uso de honoríficos. Essa pratica costuma ser evitada para falar com estranhos. Em fóruns na internet como Yahoo! Respostas, etc; o sufixo san é automaticamente adicionado a nomes de usuário para evitar yobisute.
No Japão há o costume de usar o honorífico kun para filhos e chan para filhas, entretanto, alguns pais acham isso desconfortável, preferindo yobisute para falar o nome de seus filhos.